# Конъюгация у инфузорий
Конъюга́ция у инфузо́рий — половой процесс инфузорий, сопровождающийся переносом ядер между клетками партнёров при их непосредственном контакте. Наличие такого своеобразного полового процесса является уникальной чертой инфузорий. Половой процесс у инфузорий, в отличие от полового процесса в привычном представлении, не сопровождается образованием гамет, поэтому у них нет и зиготы. Кроме того, конъюгация инфузорий не сопровождается размножением, то есть увеличением числа клеток, поэтому конъюгация у инфузорий является типичным примером полового процесса без размножения. Ход процесса конъюгации у инфузорий был установлен Э. Маупасом в 1889 году.

## Ядерный дуализм
В клетках инфузорий имеется два ядра: одно из них — микронуклеус (Ми) (генеративное ядро), имеющий диплоидный набор хромосом, другое — высокополиплоидный макронуклеус (Ма) (вегетативное ядро). Явление наличия в клетках простейших двух ядер получило название ядерного дуализма. Процесс конъюгации у инфузорий напрямую связан с этими двумя ядрами.

## Ход процесса
1. Тесно сблизившиеся половые партнёры — вегетативные клетки образуют относительно узкий цитоплазматический мостик, соединяющий обе клетки, однако полного слияния клеток не происходит (клетки сближаются сторонами, на которых находится клеточный рот[3]).
2. Ми претерпевает деление мейозом. Образуется 4 гаплоидных ядра, три дегенерируют, а одно снова делится митотически, давая начало двум гаплоидным пронуклеусам. Параллельно с этим Ма дегенерирует и разрушается.
3. Половые партнёры обмениваются ядрами, то есть происходит обмен генетическим материалом.
4. В каждой из двух клеток пронуклеус, входящий в неё через цитоплазматический мостик, сливается с исходным пронуклеусом, образуя диплоидный синкарион.
5. Цитоплазматический мостик разрывается, партнёры расходятся. Теперь каждый из них обладает видоизменённым генетическим материалом.
6. Синкарион делится митотически несколько раз, и образовавшиеся ядра дифференцируются на Ма и Ми. При этом в Ма происходит эндомитотическая полиплоидизация[4].

Этапы конъюгации на примере инфузории Paramecium:

## Генетический контроль
То, смогут ли две данные инфузории вступить в конъюгацию и обменяться генетическим материалом, определяется их принадлежностью к тому или иному половому типу, который, в свою очередь, определяется генетически. Система половых типов может быть биполярной, как, например, у Paramecium aurelia, у которой противоположные половые типы наследуются как рецессивный и доминантный признаки, контролируемые аллелями одного гена. Известны также случаи множественных половых типов, при этом половой тип может определяться как несколькими генами, так и несколькими аллелями одного гена, доминирующими друг над другом. В половой процесс могут вступить только клетки различных половых типов.

## Автогамия
Реорганизация ядерного аппарата у инфузорий может происходить не только при конъюгации, но и в результате автогамии. При этом ядерный аппарат проходит все ранее описанные этапы, но все они происходят только в одной клетке. Образовавшиеся гаплоидные пронуклеусы затем сливаются, восстанавливается диплоидный набор хромосом, а затем формируется макронуклеус.
Таким образом, конъюгация аналогична перекрёстному оплодотворению, а автогамия — самооплодотворению.